# Bassano Daccò
Bassano Daccò (Milano, 2 settembre 1898 – Varese, 7 luglio 1977) è stato un calciatore italiano, di ruolo centrocampista.

## Carriera
Nel primo dopoguerra gioca con la Libertas di Milano, poi passa al Milan, con i rossoneri disputa 5 gare nel campionato di Prima Divisione 1922-1923.
In seguito milita nel Fanfulla, nella Pro Lissone e Farini di Milano.